# Visconti di Bas
Il viscontato di Besalú, poi chiamato viscontato di Bas, è stata una giurisdizione feudale della contea di Besalú che comprendeva l'alta valle del Fluvià e alcuni territori della Garrotxa.

## Storia
Montsalvatge nel 986 cita un presunto visconte di Besalú di nome Bernard, ma in realtà potrebbe trattarsi di Udalard Bernat, visconte di Barcellona. Feliu de la Peña scrisse che alla spedizione di Cordova di Raimondo Borrell di Barcellona partecipò, Huguet un visconte di Bas ma i dati non sono sicuri, perché in quella data il titolo di visconte di Bas non esisteva. Il primo visconte di Besalú certo fu Udalard Bernard, signore del castello di Mont-Ros, nei pressi di Castellfollit de la Roca, il figlio di Bernat Isarn, signore del castello Milany e nipote di Arnaud Isarn, visconte di Conflent; era sposato con Ermessenda, signora di Beuda e Montagut, e partecipò alla spedizione alle isole Baleari nel 1114; nel 1118 morì. 
Suo figlio Pietro (Pere Udalard) era già morto e l'eredità andò nelle mani di Udalard II (sposato con Ferrana Moncada), che morì nel 1123 lasciando un figlio, Pietro I, sotto la tutela di suo zio materno Guillem Ramon de Moncada. Questo giovanotto fu il primo ad utilizzare il titolo di visconte di Bas nel 1126, 15 anni dopo la fine della contea di Besalú; morto celibe e senza figli nel 1127, l'eredità andò a sua zia Beatrice, figlia di Udalard, sposata con Ugo Ponzio Cervera, che divenne visconte come Ponzio I, proveniente dalla casa dei visconti di Berga. Alla morte di Beatrice nel 1142, morto già il figlio Pedro II (morto celibe prima del 1140 e che portò il titolo di Visconte) il viscontato passò al figlio Ponzio II che nel 1147 rapì nel palazzo dei Conti di Barcellona Almodis, sorella di Raimondo Berengario IV di Barcellona, perché voleva sposarla e il sovrano si era opposto; raggiunse il suo obiettivo l'anno seguente, in cambio di Castellfollit de la Roca.
La coppia ebbe cinque figli tra cui Ugo Ponzio, Visconte nel 1155-1185, che combatté con il re Alfonso contro Tolosa nel 1175, il quale sebbene lasciò il viscontato per testamento al fratello Ponzio e a sua sorella Gaia, nel 1177 si trasferì in Sardegna con sua sorella Algabursa e li sposò Sinispella di Lacon che gli diede un figlio di nome Ugone.
Dal 1185 il viscontato fu governato, essendo assente l'erede Ugo Ponzio, dall'erede testamentario Ponzio III. Morì nel 1195 e gli successe il figlio Pedro Cervera (Peter III), ma Ugo Ponzio reclamò i suoi diritti; nel 1198 si raggiunse un accordo che implicava il riconoscimento di Ugo Ponzio e alcune compensazioni economiche a Pietro III. Ugo Ponzio tuttavia tornò in Sardegna e lasciò la reggenza al cugino Ugo III di Torroja, figlio di Gaia e Ramon. Ugo Ponzio morì nel 1211 in Sardegna. 
Alla morte del reggente Ugo III, passò a sua sorella Eldiarda, sposata con Raymond de Palau. 1231 Eldiarda trasferì la reggenza al figlio Simò I de Palau quando questi si sposò con Gueraua Anglesola. Simon morì nel 1247 e lasciò l'erede, sua figlia Sibilla sotto sorveglianza della madre finché sposò Ugo V, conte di Empúries. Nel 1280 Sybil vendette il viscontato a re Pietro III e i castelli di Milany, Vallfogona Llaiers Puigmalasuo a suo nipote Dalmau de Palau. Il re lo diede nel 1285 al figlio di Ugo di Empúries, Ponce V di Empúries, che aveva perso la contea. 
Nel 1291 fu retto dal fratello di Ponce, Ugo V conosciuto come Ughetto, conte di Esquilacce o Squilacce, finché nel 1300 fu confiscato dal re. Nel 1315 il re lo diede a Malgaulí l'ultimo conte di Empuries morto nel 1322 e per testamento passò a Ramon I. Nel 1331, pagato il debito, tornò alla Corona in cambio di settantamila i salari passò poi a Bernat III di Cabrera, visconte di Cabrera, morto nel 1368. A partire dai figli il viscontato fu legato alla famiglia Cabrera fino al XVIII secolo.

## Lista dei Visconti de Bas

### Visconti di Besalú
- Bernat
- Huguet
- Udalard I
- Pere
- Udalard II
- Pere Udalard (primo visconte di Bas)

### Visconti de Bas
- 1123-1127 Pere Udalard (Pere I de Bas)
- 1127-1142 Beatriu de Milany (Beatriu I de Bas) sposata con Ponç I Hug de Cervera

* Passò ai Cervera''

### Cervera
- 1127-1130 Poncio Ugo de Cervera (Ponç I de Bas)
- 1130-1137 Pietro  I de Cervera (Pere I de Bas)
- 1137-1155 Poncio de Cervera (Ponç II de Bas)
- 1155-1185 Ugo Poncio de Cervera (Hug I de Bas)
  - Reggente 1155-1195 Ponzio III de Cervera (Ponç III de Bas)
- 1185-1221 Ugone I di Arborea (Hug II de Cervera) (Hug II de Bas)
  - Reggente 1195-1198 Pietro II de Cervera (Pere II de Bas)
- 1221-1241 Pietro II di Arborea (Pere III de Bas) (Pere III de Cervera)
  - Reggente 1198-1231 Eldiarda de Tarroja
  - Reggente 1231-1241 Simó de Palau (figlio di Eliarda de Tarroja e Ramon de Palau) (Simó I de Bas)

* Passò ai Palau, anche se i Giudici di Arborea ne mantennero (de jure) il dominio
- 1241-1297 Mariano II di Arborea
- 1297-1304/7 Giovanni di Arborea
- 1304/07-1308 Andreotto di Arborea con
- 1304/07-1321 Mariano III di Arborea
- 1321-1335 Ugone II di Arborea
- 1335-1347 Pietro III di Arborea
- 1347-1375 Mariano IV di Arborea
- 1375-1383 Ugone III di Arborea
- 1383-1404 Eleonora d’Arborea
- 1383-1387 Federico di Arborea
- 1387-1407 Mariano V di Arborea
- 1407-1420 Guglielmo II di Narbona

### Palau
- 1241-1247 Simó de Palau (Simó I de Bas)
- 1247-1280 Sibilla de Palau (sposata con Ugo V di Empúries)
  -     - 1262-1277 Ugo V di Empúries (Hug IV de Bas)

* 1280-1285 Venduto al re

### Conti di Empúries
- 1285-1291 Ponce V di Empúries (Ponç IV de Bas)
- 1291-1300 Hug d'Empúries (Huguet)

* 1300-1315 Confiscato dalla corona
- 1315-1322 Ponzio VI di Empúries (Ponç V de Bas)
- 1322-1331 Ramon d'Empúries

* Passò alla corona 1331

### Cardona
- 1331-1335 Hug I de Cardona (Hug VI de Bas)

### Cabrera
- 1335-1335 Bernat II de Cabrera (Bernat I de Bas)

* 1335-1352 Passò alla corona
- 1352-1354 Bernat II de Cabrera (Bernat I de Bas) (2a vegada)
- 1354-1368 Bernat III de Cabrera (Bernat II de Bas)

* 1368-1381 Passò alla corona 

* 1381 Passò ai Cabrera che lo mantennero fino al 1756